# Borzoi
Borzoi[Nota] é uma raça canina oriunda da Rússia. Conhecido desde a Idade Média russa, foi a raça preferida dos nobres para caçadas e corridas. No século XV, cruzamentos seletivos aumentaram o tamanho e a pelagem para aperfeiçoarem o desempenho destes caninos em temperaturas mais baixas, além de terem criado sete diferentes variações, entre as quais a mais assemelhada com o moderno borzoi, chamada perchino. Os exemplares desta raça eram dados pelo czar da época aos seus visitantes. Todavia, durante a Revolução Russa, muitos borzois foram mortos por serem associados a nobreza e a aristocracia[carece de fontes?]. Levada aos Estados Unidos, seu número aumentou rapidamente, chegando a adquirir o status de cão glamuroso, como companhia de celebridades. Canino de porte grande, apresenta a pelagem longa e encaracolada.